# Viaduc de Neuilly-Plaisance
 (février 2023).
Si vous disposez d'ouvrages ou d'articles de référence ou si vous connaissez des sites web de qualité traitant du thème abordé ici, merci de compléter l'article en donnant les références utiles à sa vérifiabilité et en les liant à la section « Notes et références ».
Le viaduc de Neuilly-Plaisance est un viaduc ferroviaire qui permet à la ligne de Fontenay-sous-Bois à Marne-la-Vallée - Chessy empruntée par le RER A de desservir la vallée de la Marne entre Neuilly-Plaisance, Le Perreux-sur-Marne, Noisy-le-Grand et Bry-sur-Marne. Il permet en particulier de franchir la Marne entre les gares de Bry-sur-Marne et Neuilly-Plaisance. Cette dernière est d'ailleurs située directement sur le viaduc. À cet endroit, le dessous du viaduc est doublé par un cheminement piétonnier inaccessible aux personnes à mobilité réduite.
Le viaduc a la particularité d'avoir été inséré au cœur du tissu urbain de Neuilly-Plaisance, préexistant à la desserte ferroviaire, surplombant ainsi de nombreuses rues résidentielles.